# Fondo del cielo

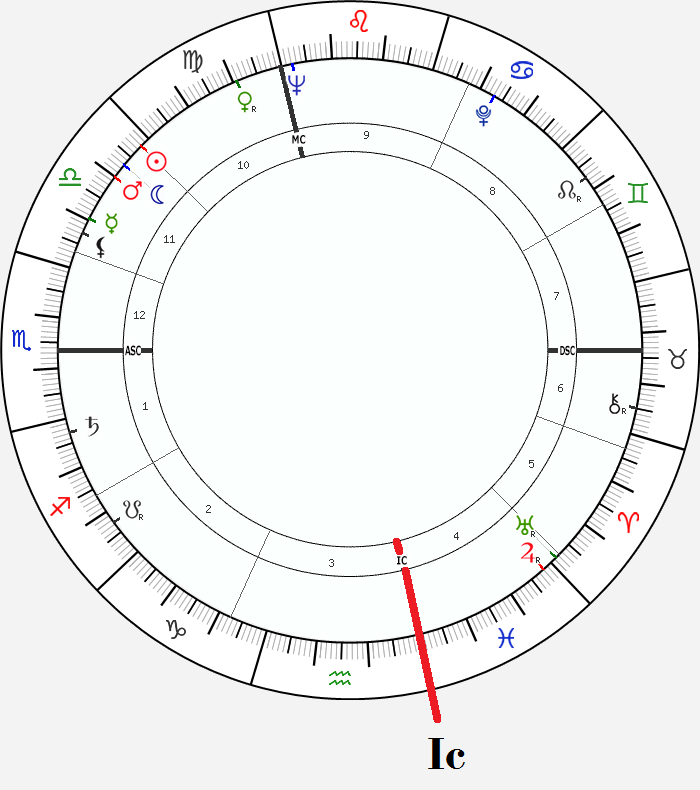
Imum Coeli en Piscis en la carta natal del entrenador de fútbol Enzo Bearzot.

En astrología, el Fondo del cielo, representado como IC (del latín Imum coeli) es el punto que se encuentra opuesto al Mediocielo en la rueda zodiacal. Coincide con el nadir del lugar. Está ubicado en la cuarta casa. Está asociado con el signo de Cáncer.
El Fondo Cielo tiene que ver con la finalidad con la que actúa la persona. Está asociado con contenidos más inconscientes.

## Significado astrológico
En la astrología occidental, el Fondo del cielo representa el inicio de la vida del individuo; su hogar de infancia, y en consecuencia, sus sentimientos profundos e inconscientes.
- Datos: Q3797057